# 意大利葡萄酒

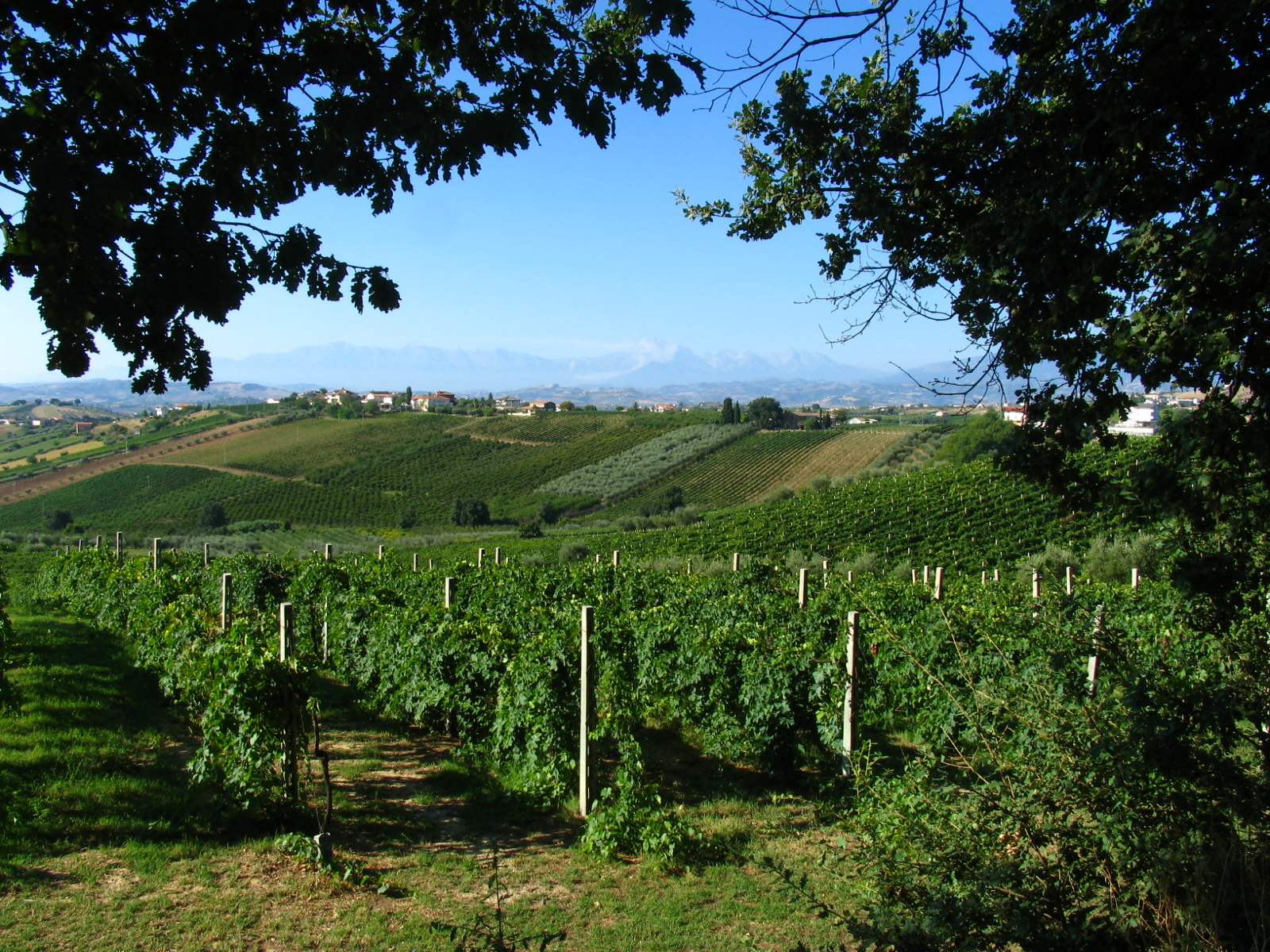
传统的意大利葡萄园，葡萄树与橄榄树一同种植。

意大利葡萄酒是指由意大利出产的葡萄酒，该国是世界最为古老的葡萄酒产区。早在公元前二世纪，伊特鲁里亚人和希腊移民在罗马人建立自己的葡萄园之前便已经开始出产葡萄酒。而罗马人的葡萄种植和葡萄酒酿造则多产而规范化，他们发展了规模化生产及储存技术，如装桶及装瓶。
两千年后，意大利成为世界上最重要的生产国之一，2005年的产量约占世界葡萄酒总产量的五分之一。2008年，意大利在近十年中首次击败法国，成为世界上最大的葡萄酒生产国，年产量近60亿公升。 葡萄酒在意大利非常受欢迎，意大利的葡萄酒消费量位居世界前列，每年人均消费59升（美国为人均消费7.7升）。因其地理位置之利，意大利几乎所有地区都耕作葡萄，并拥有超过100万个葡萄园。

## 历史

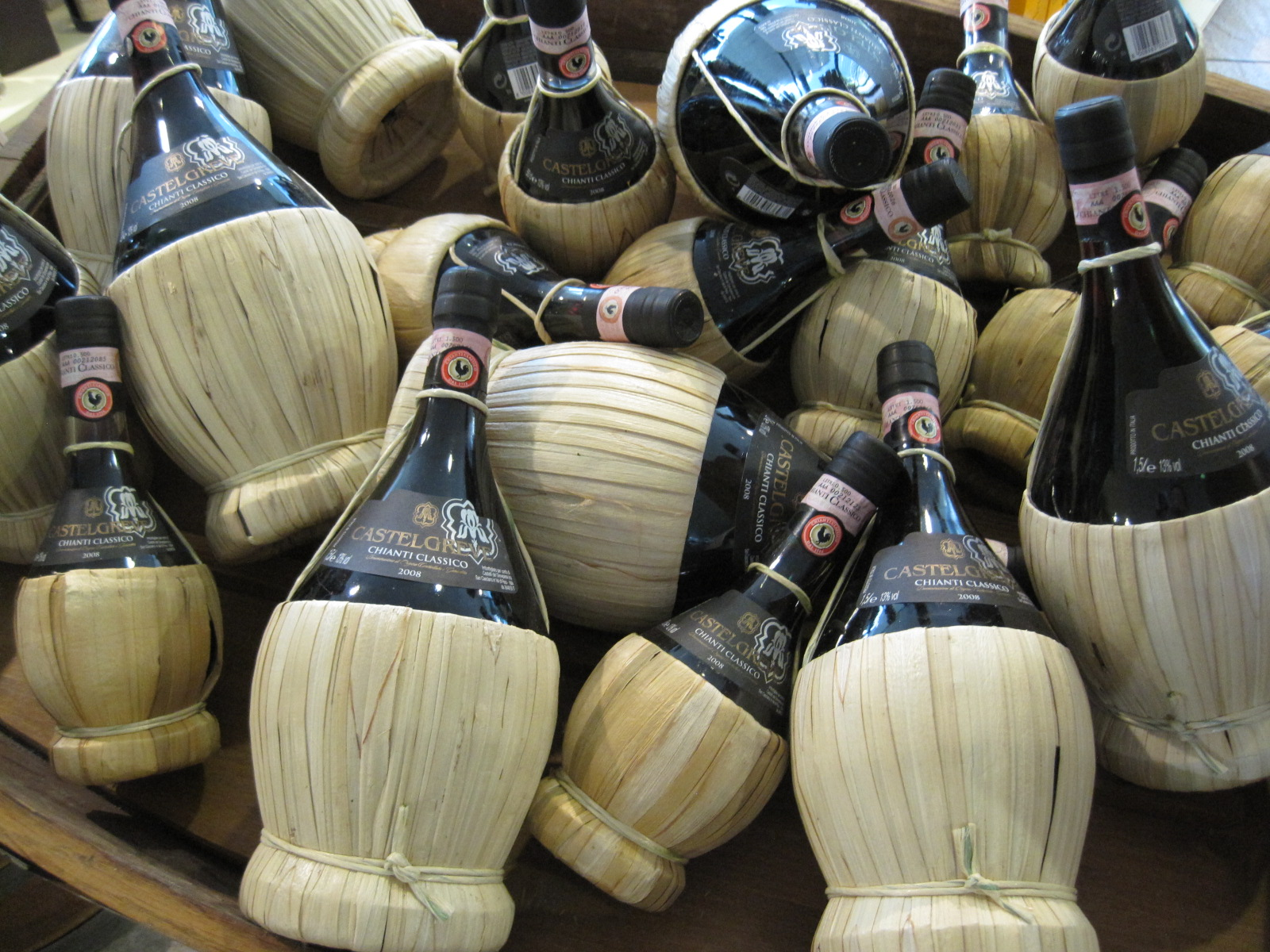
基安蒂酒

虽然在几千年前酿酒葡萄便用以酿制葡萄酒，但直到希腊殖民时代才令意大利的酿酒业蓬勃发展。葡萄栽培由迈锡尼文明引入意大利南部及西西里岛，并在公元前800年左右由希腊殖民确立和为人所知。公元前二世纪罗马人把迦太基人击败后，意大利的葡萄酒酿造开始进一步蓬勃发展。大面积的奴隶种植园在沿海地区兴起，并蔓延至帝国广大区域。而在公元92年，罗马皇帝图密善下令摧毁大量的葡萄园，以腾出土地用以生产粮食。
在这期间，根据罗马法律，在意大利以外的地区种植葡萄是被禁止的。意大利出口葡萄酒到各省以换取更多的奴隶，而高卢对该贸易的需求极为强烈，主要由于当地居民沉迷于这种纯粹的、不受约束的意大利葡萄酒。 人们习惯于将葡萄酒与一定比例的水混合，饮用葡萄酒已成为早期意大利人生活中不可或缺的一部分。
随着葡萄栽培法的限制在各省逐渐放宽，大片的葡萄园开始在欧洲其它国家蓬勃发展，特别是高卢（现在的法国）和西班牙。同时这也促成了新葡萄品种的发展，如比图里卡（赤霞珠的始祖）。新的葡萄园获得巨大的成功，令意大利最终成为各省葡萄酒的进口中心。
根据不同的年份，当代意大利是世界上最大或第二大的葡萄酒生产国。2005年，意大利的葡萄酒产量约占全球总量的20%，仅次于占26%份额的法国。同年，在进入美国的葡萄酒中，意大利占32%的份额，而澳大利亚和法国则分别占24%和20%。

## 品牌保護
以國家政權保護葡萄酒的品牌及控制歷史上的「正宗」味道在亞平寧半島和整個地中海世界有著漫長的歷史。可以認爲原產地名稱保護的更加「傳統」、「經典」但不等同於品質好和價格昂貴。原產地保護的酒可以非常便宜。一些新興葡萄酒并非經典品種，但一樣有著不俗的口感和高昂的價格。意大利葡萄酒共分为4种类型，其中两个在欧盟的原產地名稱保護（DOP）之下，分别为：

餐酒：
- 日常餐酒（Vino da Tavola, VDT）- 泛指自由釀造的葡萄酒。
- 地區典型口味（Indicazione Geografica Tipica, IGT）- 該系統订立于1992年，稍作管理但不太嚴格。

QWPSR：
- 原產地控制（Denominazione di Origine Controllata, DOC）- 指在特定的地区内，用指定的葡萄品种、而酿造方法和陈年期限也依标准进行的酒。无论酒的色、香、味、酒精度和酸度都要符合规定。每一法定产区的详细规定都由该区的商会负责，由国家的委员会指导，并由总统以法令形式颁布。
- 原產地嚴控（Denominazione di Origine Controllata e Garantita, DOCG）- 意大利葡萄酒品牌的最嚴格控制，无论在葡萄品种、收成、储藏方面都有严格管制，包括限定每公顷的葡萄产量及自然酒精含量等，并且要由专人试饮。[10]

## 地理特征
意大利典型的葡萄酒相关地理特征包括：
- 拥有广阔的纬度范围，从北部的阿尔卑斯到与非洲隔海相望的南部皆适宜葡萄生长；
- 拥有狭长的海岸线，有助于调节沿海葡萄酒产区的气候；
- 拥有广泛的高山和丘陵地带，提供各种适宜葡萄种植的气候和不同的土壤条件。

## 产区
意大利的20个葡萄酒产区对应其20个行政大区。认识意大利葡萄酒有助于更清晰的理解各大区之间的差异，各地特有的美食映衬了当地葡萄酒的特性，反之亦然。48款DOCG类葡萄酒分布在13个不同的大区，但其中大部分都集中在皮埃蒙特和托斯卡纳。其中包括广受好评，并为世界各地的葡萄酒爱好者所追捧的巴鲁卢、巴巴列斯科和布尼鲁等。

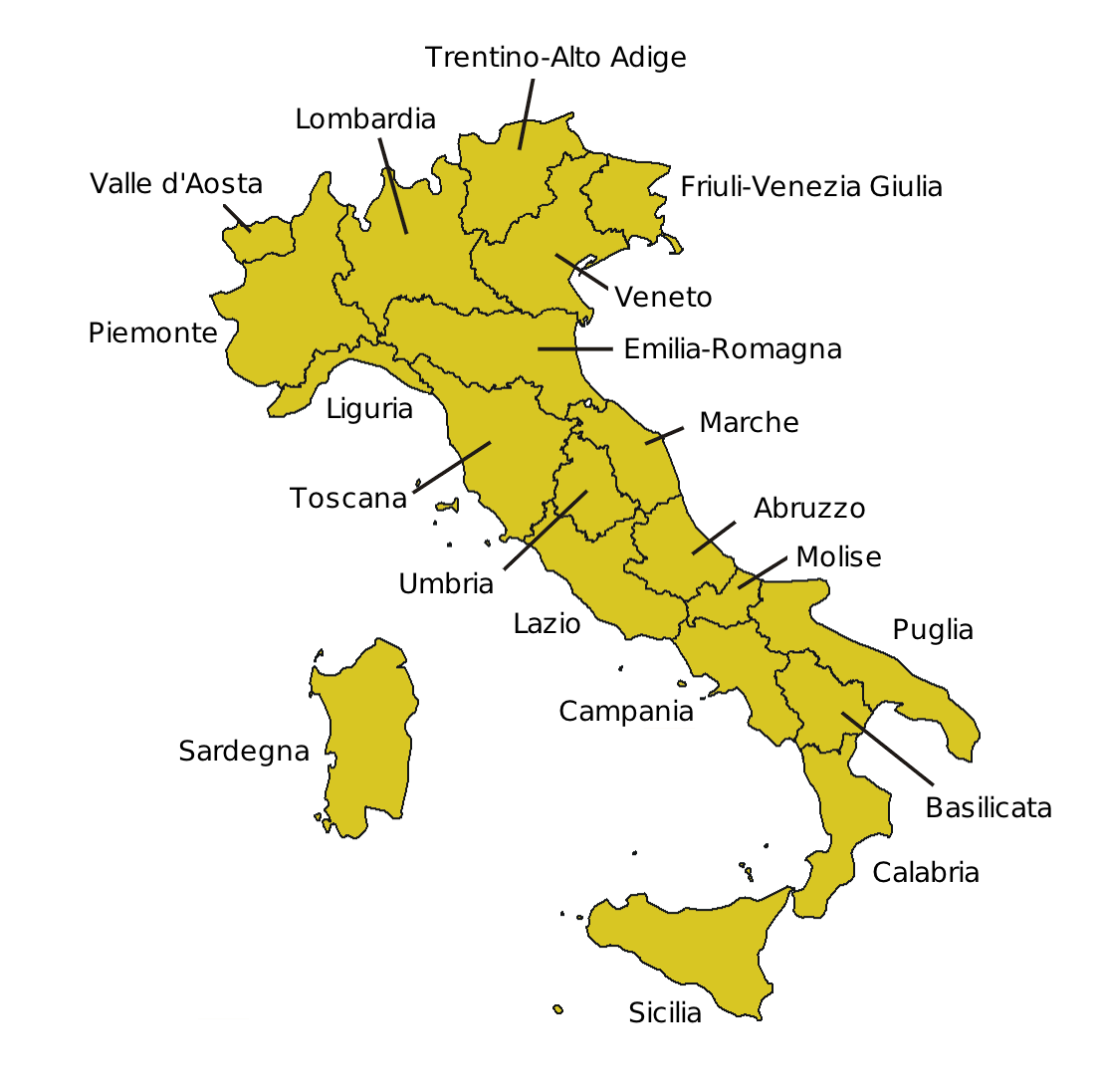
意大利葡萄酒產區

产区从东北到西南依次为：
- 瓦萊達奧斯塔
- 皮埃蒙特
- 利古利亚
- 伦巴第
- 特伦蒂诺-上阿迪杰
- 弗留利-威尼斯朱利亚
- 威尼托
- 艾米利亚-罗马涅
- 托斯卡纳
- 马尔凯
- 翁布里亚
- 拉齐奥
- 阿布鲁佐
- 莫利塞
- 坎帕尼亚
- 巴斯利卡塔
- 普利亚
- 卡拉布里亚
- 西西里
- 撒丁

## 主要葡萄品种
意大利农业和林业部已经为超过350个葡萄品种进行认证并授予它们法定地位。此外也还有超过500个葡萄品种在市面上流通。以下为一些较为常见和主要的意大利葡萄品种。

### 红葡萄（Rosso）
- 桑娇维塞（Sangiovese）- 意大利栽培最多的品种，原产托斯卡纳。采用传统酿造，葡萄酒带有樱桃的芳香，以及泥土和雪松的气息。用以酿制Chianti (Classico), Rosso di Montalcino, Brunello di Montalcino, Rosso di Montepulciano, Montefalco Rosso等法定产区酒。[11]

- 内比奥卢（Nebbiolo）- 意大利最昂贵的品种。其名字（意为小雾）是指秋天的雾气覆盖着皮埃蒙特的大部分区域，为葡萄提供了极佳的生长环境。内比奥卢是一个较难种植的品种，但出产了最为著名的Barolo和Barbaresco红酒。这些酒因富含野生蘑菇、松露、玫瑰和焦油的芬芳而被称为优雅而雄浑。传统酿造的Barolo可以陈酿50年以上，并被许多葡萄酒爱好者视为意大利最伟大的葡萄酒。[12]

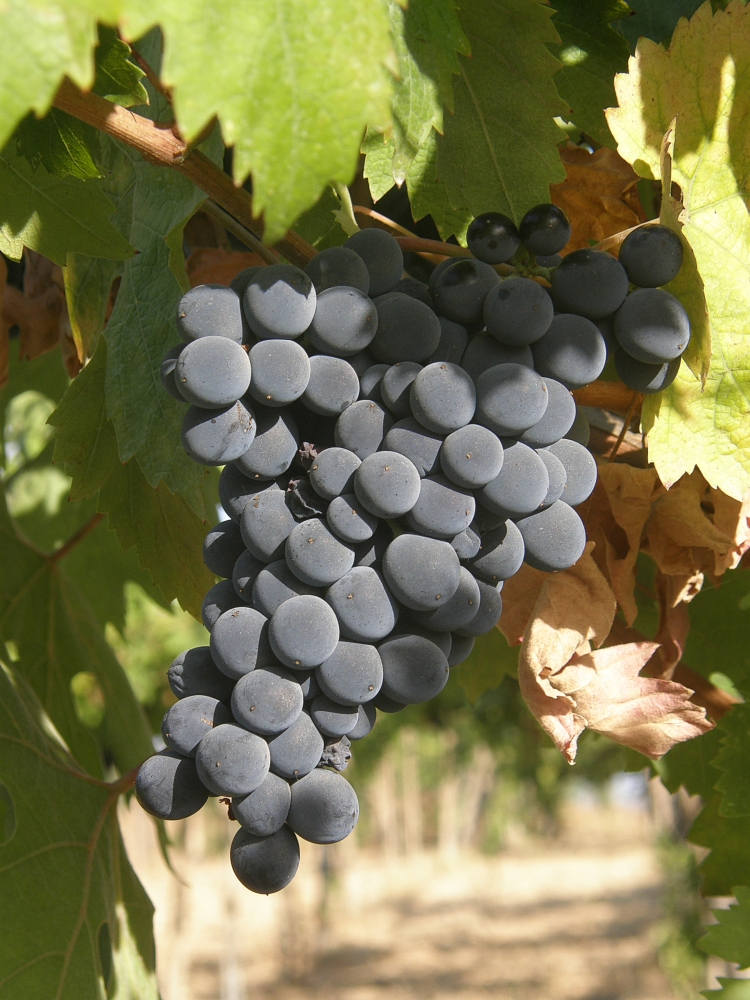
阿布鲁佐的蒙蒂普尔恰诺葡萄

- 蒙特普尔恰诺（Montepulciano） - 这个葡萄的名称不应与托斯卡纳的城市蒙特普尔恰诺混淆，它广泛种植于阿布鲁佐的对岸。该品种酿造的葡萄酒口感柔滑，果香独特、酸度适中并且单宁柔和。[13]

- 巴比拉（Barbera）- 在皮埃蒙特和伦巴第南部广泛种植的红酒葡萄，最著名的产区位于阿斯蒂、阿尔巴和帕維亞等城市周边。葡萄酒经过精心的酿造，陈年的巴比拉被称为“Barbera Superiore”，而陈酿于法式橡木桶内的又被称为“Barbera Barricato”，并销往国际市场。该酒有鲜明的樱桃香味，酒体呈深红色，其酸度与食物的搭配恰到好处。

- 科维纳（Corvina）- 加入另两种葡萄隆迪内拉和莫利纳拉一起构成了威尼托著名红酒瓦尔波利切拉和阿玛罗尼。瓦尔波利切拉的红酒带有黑樱桃和辛香。而利用半干葡萄制作的干酒如今被称作阿玛罗尼，它在葡萄阴干后才发酵，除了糖度高外，酒精度也非常高（16%以上）。优质的阿玛罗尼可以陈酿40年以上，并售以惊人的价格。尽管瓦尔波切拉阿玛罗尼在2009年12月才获升为保证法定产区（DOCG）酒，但它早被许多葡萄酒爱好者视为意大利最佳红酒之一。[14]

- 黑阿沃拉（Nero d'Avola）- 西西里岛最重要的葡萄品种，这个品种以往在国际市场上几乎闻所未闻，直到最近才凭借其特有的李子果香和甜单宁受到重视。黑阿沃拉的质素近年有大幅提升。[15]

- 多契图（Dolcetto）- 与巴比拉及内比奥卢一同生长于皮埃蒙特，其名字意为“小甜”，并非指葡萄酒的味道，而是它易于生长，非常适宜日常饮用。口感和谐，如同野生黑莓及香草渗入酒中。

- 内格罗阿玛罗（Negroamaro）- 此品种的字面意思为“黑色和苦涩”，集中种植于普利亚，它还是萨利切萨伦蒂诺红酒的基础品种，这种酒辛辣、焦香和带有深红果子的饱满。

- 阿里安尼科（Aglianico）- 被尊称为“南方的高贵品种”，主要生长于坎帕尼亚和巴斯利卡塔。该名称是由希腊语衍生，因此它也被认为移植自希腊。酒体雄浑而辛辣，质朴而有力。

- 萨格兰蒂诺（Sagrantino）- 原产于翁布里亚，种植区域仅250公顷，但由它（也可与桑娇维塞混合为蒙特法尔科干红或纯萨格兰蒂诺）酿造的葡萄酒却是闻名世界的。此酒呈墨紫色，伴随野果及重单宁的口感，可陈酿多年。

- 黑马瓦西亚（Malvasia Nera）- 皮埃蒙特的红马瓦西亚品种。一款香甜的葡萄酒，有时也可用以酿造更为精致的Passito。

其它主要的红葡萄品种还包括希列格罗（Ciliegolo）、加格里奥波（Gaglioppo）、拉格莱恩（Lagrein）、兰布鲁思科（Lambrusco）、莫尼卡（Monica）、 内雷罗·马斯卡雷瑟（Nerello Mascalese）、皮格诺罗（Pignolo）、普里米蒂沃（Primitivo）雷弗斯科（Refosco）、施基亚瓦（Schiava）、施乔佩蒂诺（Schiopettino）、特洛德高（Teroldego）及特罗亚乌瓦（Uva di Troia）等。
一些国际品种如梅洛、赤霞珠、西拉、品丽珠等也在意大利广泛种植。

### 白葡萄（Bianco）

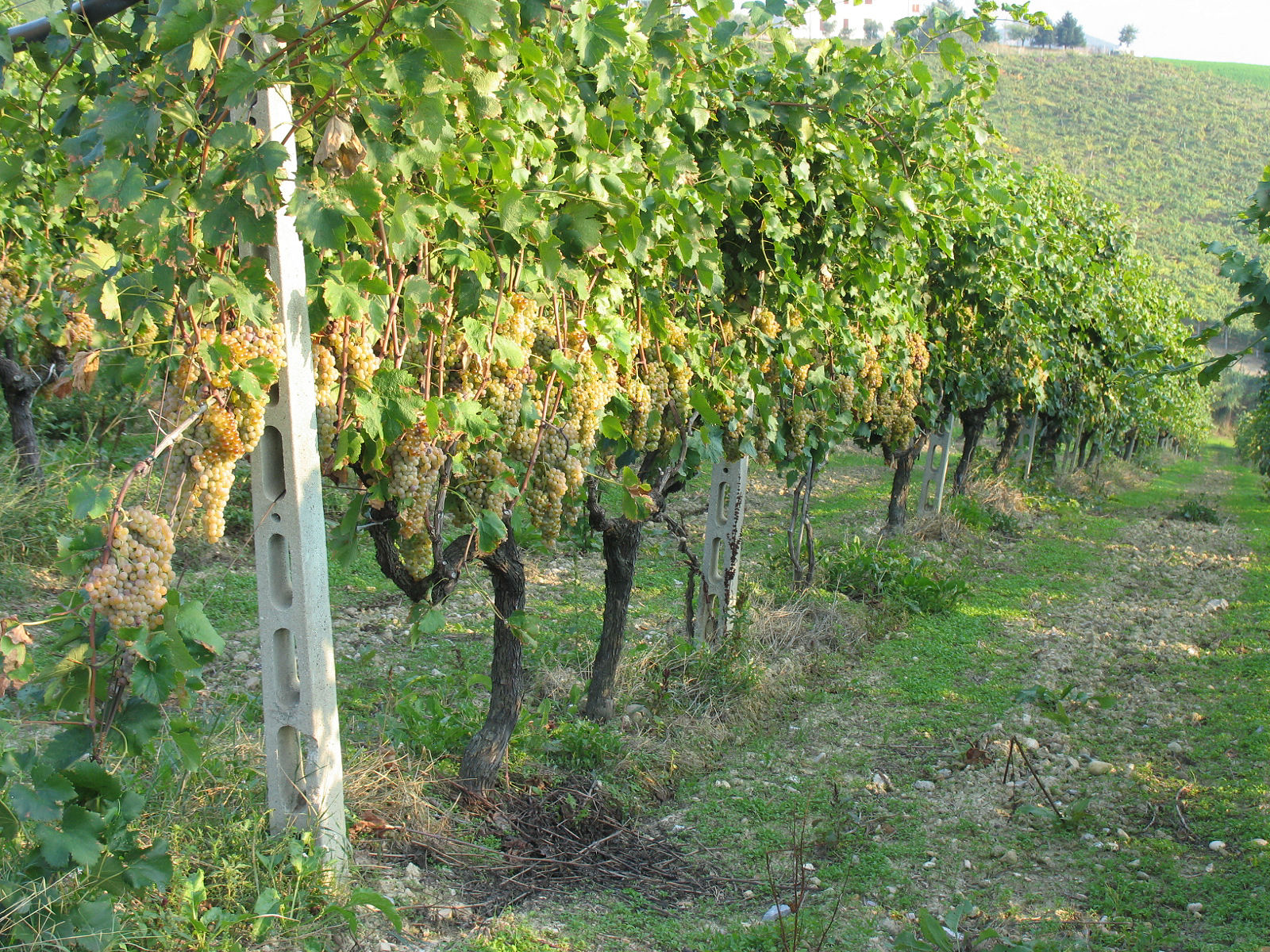
特雷比亚诺葡萄

- 特雷比亚诺（Trebbiano）- 意大利种植最广泛的白葡萄品种之一，产量仅次于卡塔拉托（主要应用于灌装或勾兑酒）。它在全国各地都有种植，尤以产自阿布鲁佐和拉齐奥包括弗拉斯卡蒂的葡萄酒最为著名。更重要的是该品种所酿之酒色浅且易于入口，一些生产商如瓦伦蒂尼（Valentini）的出品可以陈酿15年以上。特雷比亚诺在法国又被称为白玉霓。
- 麝香（Moscato）- 生长于皮埃蒙特地区，主要用于酿造微泡葡萄酒（frizzante），半甜阿斯蒂麝香葡萄酒。为了避免与黄麝香及玫瑰麝香混淆，后两个日耳曼葡萄品种主要在特伦蒂诺-上阿迪杰地区种植。
- 努拉古斯（Nuragus）- 在撒丁岛南部发现的一个古老的腓尼基品种。轻盈和微酸的口感使该品种酿造的葡萄酒成为一款极佳的开胃酒。
- 灰比诺（Pinot Grigio）- 一款获得巨大成功的经济型葡萄品种，其酿造的葡萄酒特点是清脆和纯净。作为一个大规模酿造的葡萄品种，其口感通常是精致柔和的，但在一些优质的生产商手中，这类葡萄酒也可变得更为浓郁和复杂。灰比诺的主要问题在于为了满足商业需求，葡萄每年的收成都相对较早，以致无法形成该葡萄的特性。
- 弗留利托凯（Tocai Friulano）- 是白索维农的远亲品种，其酿造的顶级弗留利葡萄酒富含桃香及高矿石味。
- 里博拉基亚拉（Ribolla Gialla）- 源自斯洛文尼亚的葡萄品种，目前种植于弗留利。其酿造的葡萄酒是旧大陆的典型，带有凤梨和霉腐的气息。
- 阿内斯/安内斯（Arneis）- 带有清新花香的皮埃蒙特葡萄品种，自15世纪开始便已种植。
- 白马瓦西亚（Malvasia Bianca）- 另一款在意大利广泛种植的白葡萄品种，有着良好的克隆和变异性。
- 皮加图（Pigato）- 产自利古里亚的一个重酸性品种，其酿造的葡萄酒非常适宜于与海鲜美食搭配。
- 菲亚诺（Fiano）- 生长于意大利西南海岸。
- 加戈内加（Garganega）- 是特级维甜酒（Soave）的主要葡萄品种，那是一款酿自维尼托的一款清新、爽口的白葡萄酒。该酒在意大利东北部维罗纳及周边地区非常受欢迎。目前有超过3500个不同的厂家在生产Soave。
- 维门蒂诺（Vermentino）- 广泛种植于撒丁岛北部，在托斯卡纳和利古里亚沿岸也有种植。特别适合搭配鱼类和海鲜。

其它重要的白葡萄品种还包括卡利坎特（Carricante）,卡塔拉托（Catarratto）, 柯达德沃佩（Coda de Volpe）,科特赛（Cortese）,法兰吉娜（Falanghina）,格雷切托（Grechetto）,格里洛（Grillo）,因佐利亚（Inzolia）,皮科利特（Picolit）,特拉米娜（Traminer）, 维度佐（Verduzzo）及维纳奇亚（Vernaccia）等。
国际品种则包括霞多丽、琼瑶浆、雷司令等等。

## 超级托斯卡纳
所谓“超级托斯卡纳”是指不遵守当地任何传统混合法规的托斯卡纳红葡萄酒。例如基安蒂经典葡萄酒是由以桑娇维塞为主的葡萄品种混合酿造。而超级托斯卡则通常使用其它种类的葡萄品种，尤其是赤霞珠，这种变化也使该类酒无法获得传统法规下的DOC(G)资格。
由于这些葡萄酒不符合严格的DOC(G)分类，它们最初被定义为Vino da Tavola，即餐酒，这一名称通常用于低品质的葡萄酒。其后IGT级别的创立促成了超级托斯卡纳从监管的角度重新回归优良。自超级托斯卡纳尝试开拓新领域以来，意大利的高品质葡萄酒酿造得以快速发展，尽管不符合DOC或DOCG的分类，但许多酒以酒质而言却是非常优良的，有些价格甚至比DOCG酒还要高。这是意大利新一代葡萄酒酿造者和飞行酿酒师们努力的结果。

## 葡萄酒指南
许多国际性的葡萄酒指南和出版物都会对意大利较为著名的葡萄酒进行评分。而意大利的本土出版物中，《Gambero Rosso》是最具影响力的，尤其它每年进行的最高葡萄酒评比“三杯”（Tre Bicchieri）特别引人注目。